# Курбанов, Шахбан Гамзатович
Шахбан Гамзатович Курбанов (род. 22 марта 1984 года, село Цумилух, Тляратинский район, Дагестанская ССР, СССР) — российский дзюдоист-паралимпиец, выступающий в весовой категории до 73 килограмм, бронзовый призёр Паралимпийских игр. Заслуженный мастер спорта России среди спортсменов с нарушением зрения.

## Спортивные результаты
- Кубок Мира Бразилия Рио-де-Жанейро 2017 — ;
- Гран-при Узбекистан Ташкент 2019 — ;

## Награды
- Медаль ордена «За заслуги перед Отечеством» II степени (10 сентября 2012 года) — за большой вклад в развитие физической культуры и спорта, высокие спортивные достижения на XIV Паралимпийских летних играх 2012 года в городе Лондоне (Великобритания).[1]
- Заслуженный мастер спорта России (2012).